# 美浜町立野間小学校
美浜町立野間小学校（みはまちょうりつ のましょうがっこう）は、愛知県知多郡美浜町にある公立小学校。

## 校区
- 大字野間、大字小野浦が校区である。公立中学校の場合の進学先は美浜町立野間中学校である[1]。

## 沿革
- 1874年（明治7年） 5月 - 一色村に一整学校が開校する。正蔵寺[注釈 1]を仮校舎とする。
  - 北方村に第6中学区第46番小学日進学校が開校する。
- 1876年（明治9年）6月 - 第66番小学野間学校に改称する。
- 1878年（明治11年） - 柿並村、一色村、細目村、小野浦村が合併し、野間村となる。
- 1882年（明治15年） - 野間村の一部（小野浦）が分立し、小野浦村となる。
- 1887年（明治20年）4月 - 尋常小学野間学校に改称する。
- 1889年（明治22年）10月1日 - 野間村と小野浦村が合併し、野間村が発足。
- 1892年（明治25年） - 野間尋常小学校に改称する。
- 1906年（明治39年）7月1日 - 奥田村、野間村が合併し、野間村が発足する。
- 1941年（昭和16年）4月1日 - 野間国民学校に改称する。
- 1942年（昭和17年）4月1日 - 野間村が町制施行し、野間町となる。
- 1947年（昭和22年）4月1日 - 野間町立野間小学校に改称する。
- 1955年（昭和30年）4月1日 - 河和町と野間町が合併し、美浜町が発足する。同時に美浜町立野間小学校に改称する。
- 1980年（昭和55年）4月 - 新校舎（鉄筋コンクリート造）が完成する。
- 1981年（昭和56年）6月 - プールが完成する。

## 交通アクセス
- 名鉄河和線野間駅下車、徒歩約15分。
- 巡回ミニバス「自然号」西部コース「野間公民館」バス停より徒歩約5分。

## 周辺施設
- 美浜町立野間中学校
- 野間大坊
- 野間海水浴場
- 若松海水浴場
- 冨具崎漁港
- JAあいち知多野間
- 名鉄河和線野間駅

## 統合計画
- 少子化、施設の老朽化もあり、美浜町の全ての小学校（5校）と中学校（2校）を統合し、小中一貫校に再編する計画である。小中一貫校は日本福祉大学美浜キャンパスの敷地内に設置され、2028年4月の開校予定である。